# Urgell (nom)
|  | Aquest article tracta sobre el nom. Vegeu-ne altres significats a «Urgell (desambiguació)». |

Urgell o Maria d'Urgell és un nom femení d'advocació mariana a la Mare de Déu d'Urgell. Originalment, els prenoms derivats d'advocacions marianes completaven el nom de Maria (Maria de) fins que han pres significat per si mateixos, i, lògicament, són femenins.
Segons Joan Coromines, el nom és d'origen preromà i interpreta que el seu significat es relacionaria amb la presència d'aigua, cosa que és versemblant si es té present l'origen específicament pirinenc del topònim.
A diferència d'altres noms d'origen similar, com el de Núria, no és molt popular.